# Neutronemisszió
A neutronemisszió vagy neutronbomlás a neutrontöbbletet tartalmazó atommagok egyik radioaktív bomlási módja, melynek során az atommagból egy neutron lökődik ki. Ilyen neutron kibocsátó magra példa a hélium-5 és a berillium-13. A hélium-5 bomlása ugyanakkor (definíció szerint) alfa-bomlás is egyben.
Számos nehéz izotóp bocsát ki neutronokat egy másfajta radioaktív bomlási folyamat, a spontán maghasadás eredményeként. A legismertebb ilyen izotóp a kalifornium-252.
A neutronok által fenntartott nukleáris láncreakció során neutronok nyelődnek el, majd a maghasadás révén újra neutronok sugárzódnak ki. A neutronban gazdag hasadványmagok által kibocsátott késleltetett neutronok segítik az atomreaktorok szabályozását, mivel ezek révén a reaktivitás változása jóval lassabb, mint ha azt csak a prompt neutronok határoznák meg.

## Fordítás
Ez a szócikk részben vagy egészben a Neutron emission című angol Wikipédia-szócikk ezen változatának fordításán alapul.  Az eredeti cikk szerkesztőit annak laptörténete sorolja fel. Ez a jelzés csupán a megfogalmazás eredetét és a szerzői jogokat jelzi, nem szolgál a cikkben szereplő információk forrásmegjelöléseként.

## Külső hivatkozások
- The LIVEChart of Nuclides - IAEA  with filter on delayed neutron emission decay
- Nuclear Structure and Decay Data - IAEA  with query on Neutron Separation Energy